# Einwinkel
Einwinkel ist ein Ortsteil der Gemeinde Altmärkische Höhe im Landkreis Stendal in Sachsen-Anhalt.

## Geographie
Einwinkel, ein Straßendorf mit Kirche, liegt in der Altmark, 12 Kilometer westlich von Osterburg und 2½ Kilometer nordöstlich von Boock am Halmaygraben, der nach Osten in die Biese strömt.
Der Wohnplatz Neue Welt liegt 500 Meter nördlich des Dorfes.

## Geschichte

### Mittelalter bis Neuzeit
Einwinkel wurde 1238 als Niwinkel iuxta Gladowe erstmals urkundlich erwähnt als Graf Siegfried von Osterburg Dörfer und Besitz in der Altmark, mit denen er vorher vom St. Ludgerikloster Helmstedt belehnt worden war, dem Abt Gerhard von Werden und Helmstedt überschreibt. Ursprünglich war Graf Siegfried von Osterburg vom St. Ludgerikloster Helmstedt damit belehnt worden.
Die nächsten Nennungen sind aus dem Jahre 1252 als in villa nyenwinkele, als Markgraf Otto eine Hebung aus dem Dorf dem Kloster Arendsee überlässt und 1457 jn dem Neynwinkel. Der Historiker Peter P. Rohrlach weist darauf hin, dass einige Autoren den Eintrag von 1252 mit der wüsten Feldmark Neuwinkel (östlich von Stendal) verwechselten. Die in Rede stehende Hebung von 1252 war bei der Bestätigung 1457 noch aktiv, betraf also Einwinkel, Neuwinkel war da bereits etwa 130 Jahre wüst. Im Jahre 1687 hieß das Dorf Einwinckell.

### Rittergut Einwinkel

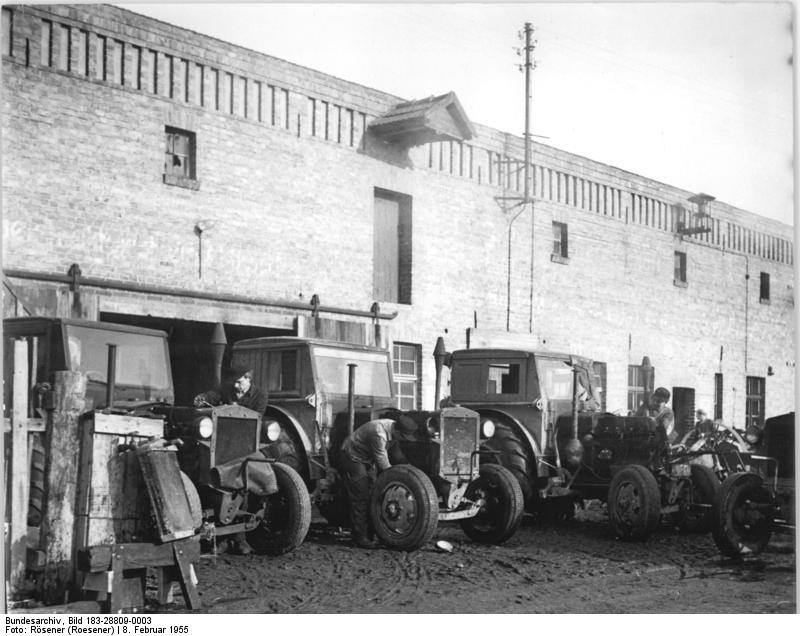
Reparatur von Traktoren auf der MTS Einwinkel im Jahre 1955

Das ehemalige Rittergut Einwinkel liegt im Norden des Dorfes, davor erstreckt sich eine Wiese und der Gutspark mit Eichen nach Westen.
Das Gut war 1823 von einem rechteckigen Wassergraben mit einer Seitenlänge von 60 bis 70 Metern umgeben. Er hat sich auf der Nordwestecke als Halmaygraben (Zehrengraben) in rechtwinkliger Form erhalten.
Die Nennungen des Namens Einwinkel von 1361 bis 1516 lassen nicht eindeutig erkennen, ob die Namensträger im Dorf Einwinkel wohnhaft waren. Somit ist schwer zu sagen, wer der erste bekannte Ritter war. Von 1542 bis 1613 hatten die von Einwinkel in Einwinkel ihren Sitz.
Im Jahre 1879 schrieb George Adalbert von Mülverstedt: Das Wappen der Ritter zu Einwinkel zeigt „einen halb aufspringenden Wolf über einen Stern“ und befindet sich als Siegel an einem Schriftstück Busses v. Einwinkel aus dem Jahre 1601. Andere beschreiben einen „Wolf, der über einen Stein springt“. Der letzte Ritter war Günzel von Einwinkel, der im Jahre 1620 genannt wurde. Er starb verarmt im Dreißigjährigen Krieg.
Im Jahre 1620 übernahm Jürgen von Restorff das Gut. Bis zur Enteignung und Aufteilung des Gutes wechselte es häufig seine Besitzer. 1910 kaufte  Gustav Nieber vom Oberamtmann Rudolph Hemprich das Gut. Unter seiner „Regentschaft“ erlebte das Gut einen Aufschwung. Auf seine Anregung hin wurde im Jahre 1924 die Schule gebaut, an dessen Bau sich alle Einwohner beteiligten. Da die Ackerfläche nicht von eigenem Personal in der Bestell- und Erntezeit bearbeitet werden konnte, kamen zu diesen Zeiten Wanderarbeiter sowohl aus der Umgebung, als auch aus Magdeburg, Berlin und aus Polen und Russland. Diese Erntehelfer wohnten in der sogenannten Schnitterkaserne an der Straße nach Wohlenberg, dem einzigen Gebäude in der Neuen Welt.
Bei der Bodenreform wurde 1945 festgestellt: eine Besitzung über 100 Hektar mit 253 Hektar, 9 Besitzungen unter 100 Hektar mit zusammen 104 Hektar, zwei Besitzungen der Kirche haben zusammen 2,7 Hektar. Enteignet wurde das Rittergut. 1946 wurden 4,49 Hektar an das Kreisaltersheim abgetreten, das kurzzeitig im Gutshaus untergebracht wurde. 1948 wurde berichtet: Aus der Bodenreform erhielten 23 Vollsiedler jeder über 5 Hektar, 5 Kleinsiedler jeder unter 5 Hektar.
In den ersten Jahren wurden die Maschinen des Gutes gemeinsam genutzt. Nachdem das Altersheim aufgelöst worden war, ging das Gutshaus in Gemeindeeigentum über. Auf dem Gutshof wurde eine Maschinen-Ausleih-Station (MTS) eingerichtet. Im Jahre 1953 entstand die erste Landwirtschaftliche Produktionsgenossenschaft vom Typ III, die LPG „Einigkeit“.

### Eingemeindungen
Bis 1807 gehörte das Dorf zum Arendseeischen Kreis der Mark Brandenburg in der Altmark. Zwischen 1807 und 1813 lag es im Kanton Arendsee auf dem Territorium des napoleonischen Königreichs Westphalen. Ab 1816 gehörte die Gemeinde zum Kreis Osterburg, dem späteren Landkreis Osterburg.
Am 30. September 1928 wurde der Gutsbezirk Einwinkel mit der Landgemeinde Einwinkel vereinigt.
Am 20. Juli 1950 wurde die bis dahin eigenständige Gemeinde Einwinkel nach Boock eingemeindet. Mit dem Zusammenschluss von Boock und anderen Gemeinden zur neuen Gemeinde Altmärkische Höhe am 1. Januar 2010 kam Einwinkel als Ortsteil zu der neuen Gemeinde.

### Einwohnerentwicklung

#### Dorf/Gemeinde/Ortsteil
| Jahr | Einwohner |
| ---- | --------- |
| 1734 | 61        |
| 1774 | 50        |
| 1781 | 63        |
| 1798 | 39        |
| 1801 | 58        |
| 1818 | 68        |

| Jahr | Einwohner |
| ---- | --------- |
| 1840 | 103       |
| 1864 | 102       |
| 1871 | 130       |
| 1885 | 064       |
| 1895 | 073       |
| 1905 | 059       |

| Jahr | Einwohner |
| ---- | --------- |
| 1925 | 151       |
| 1939 | 118       |
| 1946 | 229       |
| 2011 | [00]119   |
| 2012 | [00]122   |
| 2020 | [00]116   |

| Jahr | Einwohner |
| ---- | --------- |
| 2021 | [00]112   |
| 2022 | [0]108    |
| 2023 | [0]105    |

#### Gut/Gutsbezirk
| Jahr | Einwohner |
| ---- | --------- |
| 1798 | 26        |
| 1864 | 45        |
| 1885 | 58        |
| 1895 | 48        |
| 1905 | 40        |

Quelle wenn nicht angegeben:

## Religion
Die evangelische Kirchengemeinde Einwinkel gehörte früher zur Pfarrei Gladigau. Sie wird heute betreut vom Pfarrbereich Gladigau im Kirchenkreis Stendal im Bischofssprengel Magdeburg der Evangelischen Kirche in Mitteldeutschland.
Die katholischen Christen gehören zur Pfarrei St. Anna in Stendal im Bistum Magdeburg.

## Kultur und Sehenswürdigkeiten

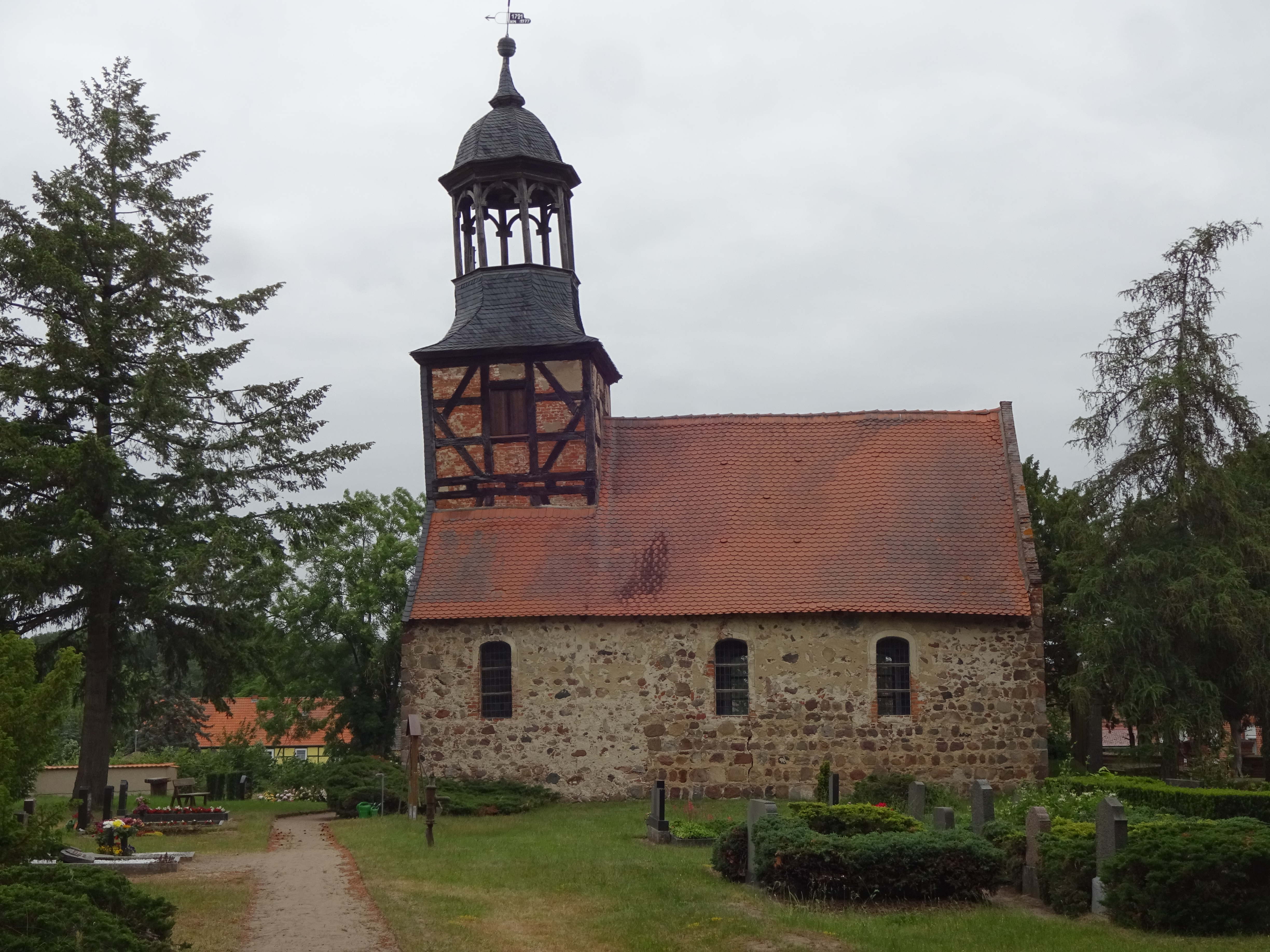
Kirche in Einwinkel

- Die evangelische Dorfkirche Einwinkel wurde zwischen 1230 und 1240 erbaut. im Jahre 1721 erhielt die Kirche ihre heutige Gestalt und der Fachwerkturm wurde aufgesetzt.[20]
- Der Ortsfriedhof ist auf dem Kirchhof.

Im Vereinsregister des Amtsgerichts Stendal sind zwei Vereine im Ort genannt.
- Förderverein der Freiwilligen Feuerwehr Einwinkel e. V.
- Der Verein Naturpfad Einwinkel e. V. wurde im Mai 2019 gegründet. Er kümmert sich um den ehemaligen Gutspark.[21]